# Sovětizace

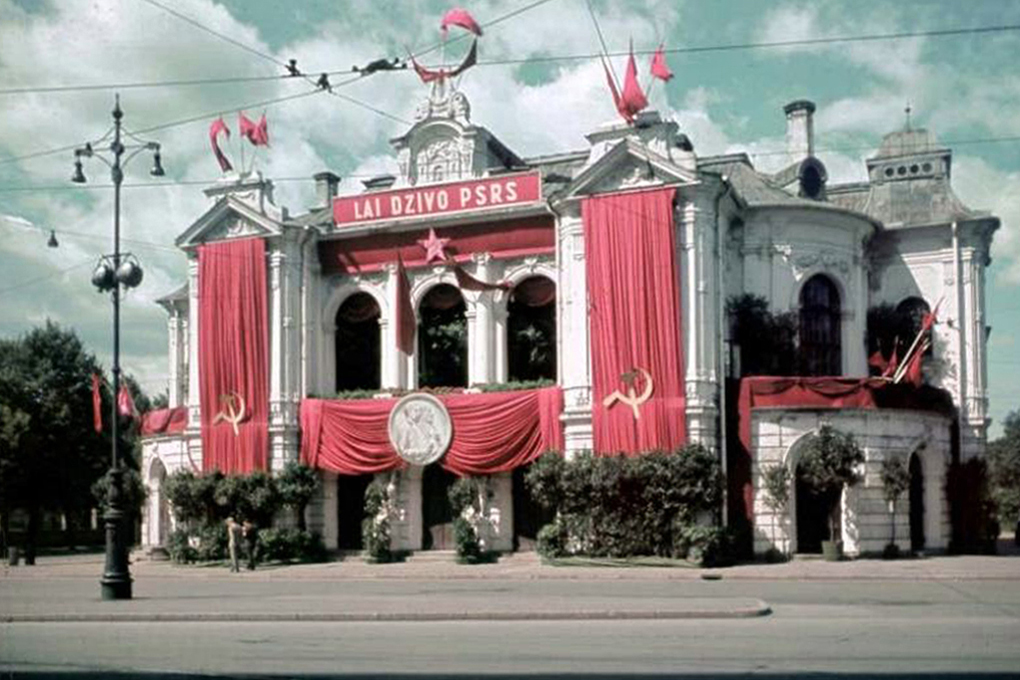
Lotyšské národní divadlo zdobené sovětskými symboly (srp a kladivo, červená hvězda, červené vlajky a dvojitý portrét Lenin a Stalin) po sovětská okupace v roce 1940. Text nahoře zní „Ať žije SSSR!“

Sovětizace je formování politického a kulturního života společnosti podle modelu Sovětského svazu. Znamená to zejména „vedoucí úlohu komunistické strany“ ve společnosti, tj. plné podřízení společnosti komunistické straně (tzv. diktatura proletariátu), dále zestátnění nebo združstevnění rozhodujících podniků, centralizaci a plánování společenského i hospodářského života a formování institucí, zákonů a tradic podle sovětského vzoru. Prvním státem podrobeným sovětizaci bylo Mongolsko, po druhé světové válce následovaly východoevropské země sovětského bloku (zejména Československo, Německá demokratická republika, Maďarsko, Polsko, Bulharsko a Rumunsko) a v menší míře další státy s komunistickými vládami.
V Československu se výrazný vliv sovětského systému projevoval hned od obnovení samostatnosti postupným osvobozováním území od fašismu v letech 1944 až 1945. Snaha o sovětizaci se objevuje v Košickém vládním programu z dubna 1945 například v podobě znárodňování podniků, nahrazení dřívějších forem samosprávy národními výbory a především v deklaraci snahy o co nejužší vazby na SSSR: „Vyjadřujíc neskonalou vděčnost českého a slovenského národa k Sovětskému svazu, bude vláda pokládat za neochvějnou vůdčí linii československé zahraniční politiky nejtěsnější spojenectví s vítěznou slovanskou velmocí na východě. (...) S pomocí Sovětského svazu bude dovršeno osvobození Československé republiky, aby tak s jeho oporou byla navždy zajištěna její svoboda a bezpečnost a aby za všestranné součinnosti se Sovětským svazem byl národům Československa zabezpečen pokojný rozvoj a šťastná budoucnost. Vláda bude od počátku uplatňovat praktickou součinnost se Sovětským svazem, a to ve všech směrech - vojensky, politicky, hospodářsky, kulturně“. (Košický vládní program IV.) Proto „bude z našich učebnic a pomůcek odstraněno vše, co tam bylo antisovětského, mládež bude i náležitě poučována o SSSR. Ruský jazyk bude proto v novém učebním plánu z cizích jazyků na prvním místě. A bude postaráno i o to, aby naše mládež nabyla potřebných vědomostí o vzniku, zřízení, vývoji, ekonomii a kultuře SSSR. Na univerzitách k tomu účelu budou zřízeny i nové stolice: dějin SSSR, ekonomiky SSSR a práva SSSR.“ (Košický vládní program XV.)
Rozhodující průlom ve směru sovětizace ovšem nastal po únoru 1948 a sovětizace společnosti byla dokončena během několika let. Gottwaldova vláda zrušila již předtím okleštěnou soutěž politických stran a na 40 let nastolila vládu Národní fronty řízené KSČ. Znárodněna nebo združstevněna byla drtivá většina výrobních kapacit, byla tvrdě pronásledována opozice a veškerý veřejný život se nuceně podrobil dohledu komunistů, kteří sami podléhali vedení z Moskvy a dozoru sovětských poradců. Pod hesly jako „Sovětský svaz náš vzor“ nebo „Se Sovětským svazem na věčné časy a nikdy jinak“ se kulturní zaměření Československa přeorientovalo na východ, ruština se stala jediným povinně vyučovaným (a často vůbec jediným) cizím jazykem na základních a středních školách a naopak tradiční vazby na západní, zejména rakouskou, německou, francouzskou a anglosaskou kulturu byly záměrně oslabovány.